# (9028) Konrádbeneš
(9028) Konrádbeneš (1989 BE1) – planetoida z pasa głównego asteroid okrążająca Słońce w ciągu 3 lat i 306 dni w średniej odległości 2,45 au. Została odkryta 26 stycznia 1989 roku.